# Gerhard Graubner
Gerhard Moritz Graubner (* 29. Januar 1899 in Dorpat, Gouvernement Livland, Russisches Kaiserreich; † 24. Juli 1970 in Hannover) war ein deutscher Architekt und Hochschullehrer.

## Leben
Graubner war Schüler und später Assistent von Paul Bonatz und einer der bedeutendsten Vertreter der sog. Stuttgarter Schule. Er wurde 1918 an der Kaiserlichen Universität Dorpat immatrikuliert. Er schloss 1923 sein Studium an der Technischen Hochschule Stuttgart als Diplom-Ingenieur ab und war dort bis 1932 als wissenschaftlicher Assistent tätig. 1927 arbeitete er nach dem 2. Staatsexamen zunächst als Regierungsbaumeister im Staatsdienst.
Während seines Studiums war er von 1925 bis 1927 im Stuttgarter Architekturbüro von Paul Bonatz (Bonatz und Scholer) an Planungsaufträgen beteiligt und übernahm von dort stilprägende Merkmale für größere Projekte, während bei Wohnbauten nach einer Englandreise der Einfluss beim englischen Landhaus (Cottage) so prägend war, dass dies auch bei Entwürfen nach dem Krieg ablesbar blieb.
In den Jahren 1932 bis 1939 arbeitete er als freier Architekt, anschließend übernahm er bis 1942 als Beauftragter des NSDAP-Gauleiters Florian die technische Leitung der Stadtplanungsgesellschaft Düsseldorf, nachdem er 1938 einen Generalbebauungsplan für den Ausbau der Stadt als Hauptstadt des Gaus Düsseldorf vorgestellt hatte. Der Gauleiter übernahm persönlich die Bürgschaft für Graubners Eintritt in die NSDAP, dieser beantragte am 16. Oktober 1939 die Aufnahme und wurde zum 1. November desselben Jahres aufgenommen (Mitgliedsnummer 7.243.289).
Von 1940 bis 1967 war Graubner ordentlicher Professor für Entwerfen und Gebäudekunde an der Technischen Hochschule Hannover. Bis 1945 fungierte er als Ratsherr der Stadt Hannover und als „Gaukulturrat“. In den Nachkriegsjahren wurde er durch zahlreiche Theaterbauten und Schauspielhäuser bekannt. Mehrere seiner Assistenten an der damaligen Technischen Hochschule und Mitarbeiter aus seinem Büro wurden später zu Professoren berufen oder als erfolgreiche Architekten durch Bauten bekannt.
Im Jahr 1953 wurde Graubner Gastprofessor an der Technischen Universität Istanbul.

## Bauten (Auswahl)

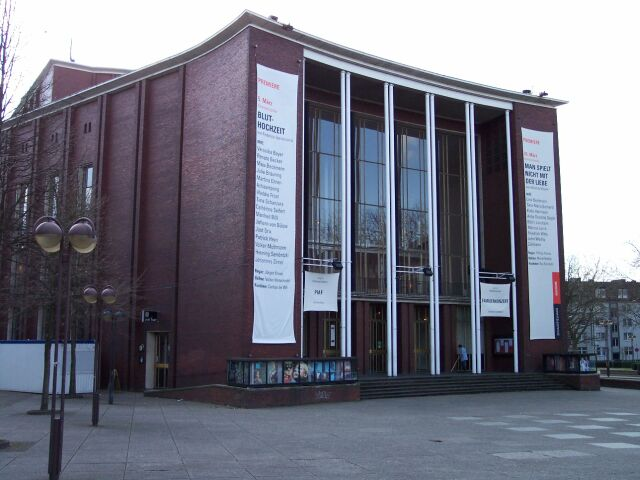
Schauspielhaus Bochum

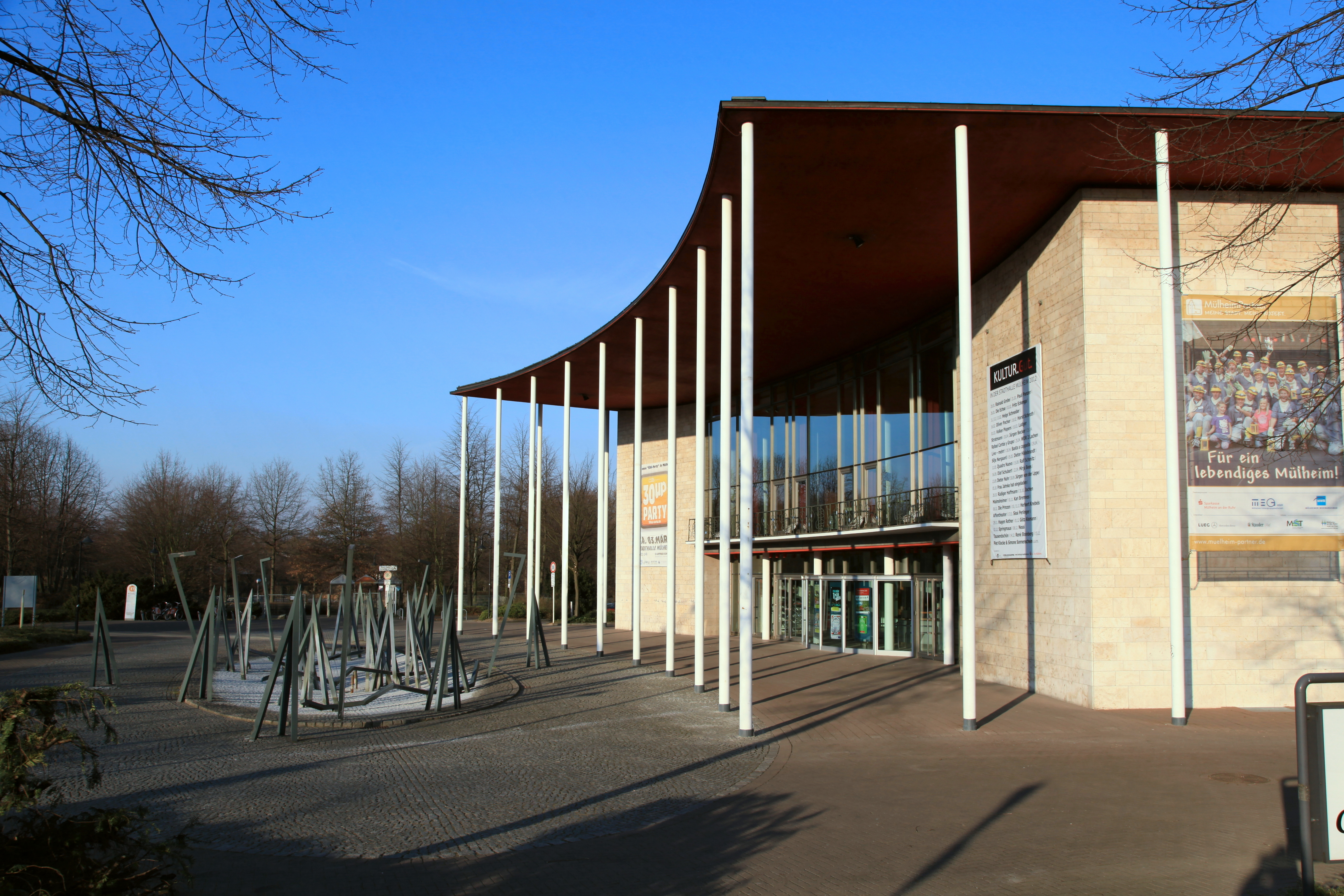
Erweiterungsbau der Stadthalle in Mülheim

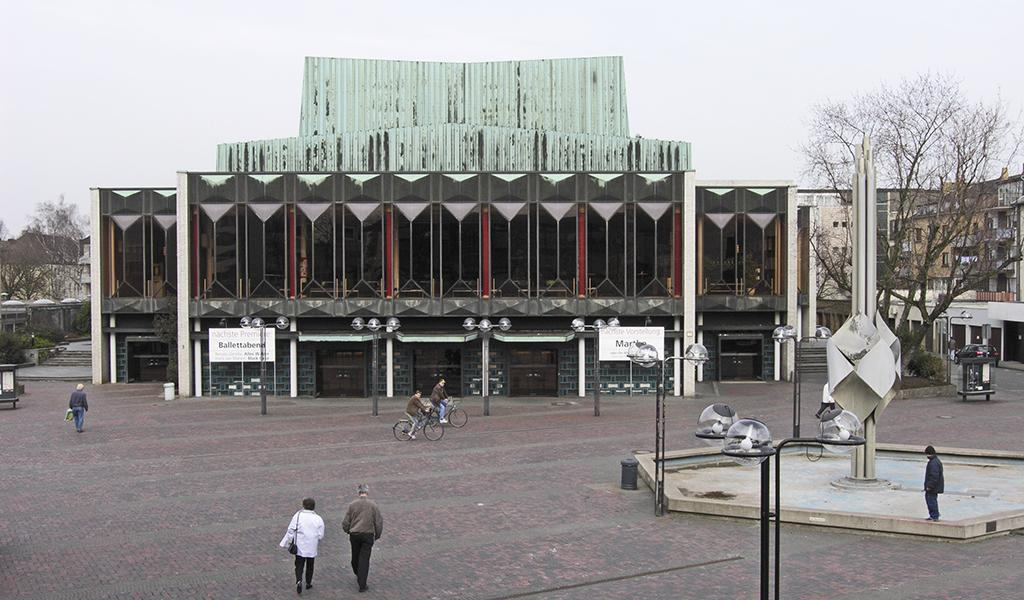
Stadttheater Krefeld

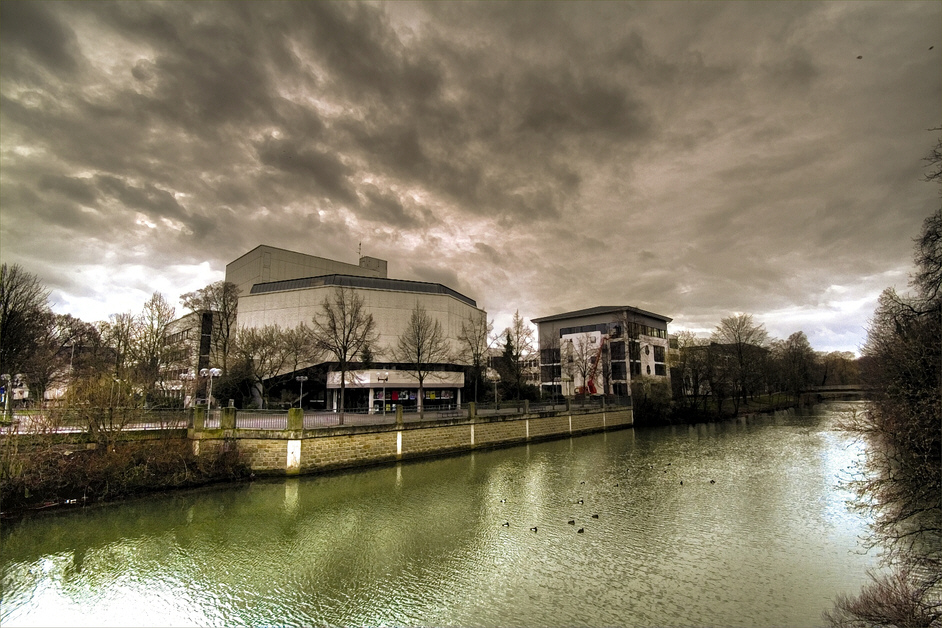
Stadttheater Lippstadt

- 1928–1929: Handelsschule in Stuttgart ⊙
- 1933: Wohnhaus in der Kochenhofsiedlung in Stuttgart ⊙
- 1935–1936: Reichssportfeld und Olympiastadion in Berlin, Mitarbeit unter Werner March ⊙
- 1937–1938: „Dietrich-Eckart-Schule“ in Rottweil, heute Albertus-Magnus-Gymnasium ⊙
- 1938: Reichsgartenschau in Stuttgart ⊙
- 1941: Haus Faber in Bietigheim
- zwischen 1949 und 1951: verschiedene Hotels, Verwaltungsgebäude und Wohnhäuser in Hannover
- 1951: kleinere Bauten Bundesgartenschau Hannover
- 1952: Verwaltungsgebäude der Preussag in Hannover (heute Niedersächsisches Ministerium für Wissenschaft und Kultur) ⊙
- 1953: Stadttheater Bremerhaven (Wiederaufbau) ⊙
- 1952–1953: Schauspielhaus Bochum (Wiederaufbau) ⊙
- 1953: Verwaltungsgebäude der Salzdetfurth AG in Hannover
- 1952–1953: Volksschule „Am Mittelfelde“ in Hannover
- 1954–1957: Verwaltungsgebäude der Ruhr-Stickstoff AG in Bochum (heute Finanzamt Bochum-Süd) ⊙
- 1957: Erweiterungsbau der Stadthalle Mülheim an der Ruhr ⊙
- 1956–1958: Stadttheater („Heinz-Hilpert-Theater“) in Lünen ⊙
- 1957–1959: Verwaltungsgebäude und Domsingschule am Katschhof in Aachen ⊙
- 1958: Auditorium maximum der Technischen Hochschule Hannover ⊙
- 1958–1963: Nationaltheater München (Wiederaufbau) ⊙
- 1958–1962: Neubau der Mercatorhalle in Duisburg (abgerissen 2005) ⊙
- 1963: Stadttheater Krefeld ⊙
- 1964: Stadttheater Trier ⊙
- 1966: Schauspielhaus Wuppertal ⊙
- 1966: Kammerspiele (als Erweiterungsbau des Schauspielhauses) in Bochum
- 1967: Stadttheater in Lippstadt ⊙
- 1967: Altstadtsanierung in Regensburg
- 1967–1972: Elektrotechnisches Institut der Technischen Universität Hannover ⊙
- 1968: Entwurf zur Gestaltung der Rathaustürme des Aachener Rathauses, nicht ausgeführt

## Schriften (Auswahl)
- Hrsg.: Paul Bonatz und seine Schüler. Verlag Deutsche Bauten, Stuttgart-Gerlingen 1931.
- Vorbildliche Landschaftsgestaltung aus Bäumen, Wiesen, Blumen, Häusern: die Reichsgartenschau Stuttgart 1939. In: Die Bauzeitung, 1939, S. 217–231.
- Theaterbau – Aufgabe und Planung. Verlag Georg D.W. Callwey, München 1968.

## Auszeichnungen
- 1964: Bayerischer Verdienstorden